# Sant Andreu d'Oristà
Sant Andreu d'Oristà és una església amb elements romànics, barrocs i neoclàssics d'Oristà (Lluçanès) inclosa a l'Inventari del Patrimoni Arquitectònic de Catalunya.

## Descripció
L'església de Sant Andreu centra el poble d'Oristà. Es tracta d'una construcció neoclàssica que conserva una antiga cripta romànica. Església d'una sola nau amb dos nivells parcialment superposats, arran del descobriment de la cripta. La nau, de considerables dimensions i poques obertures, és una construcció neoclàssica que deixa enrere les formes barroques. Va variar la seva orientació cap a l'oest degut al descobriment de la nau inferior. Cal destacar també un petit campanar de base quadrada amb 8 obertures, dos per cada costat, adossat damunt la nau.
No és clar que l'anomenada cripta de Sant Andreu fos realment una cripta, és possible que originalment fos una tribuna, tot i que caldria estudiar-ho. L'espai és de planta rectangular i està situada sota el nivell del terra actual de l'església. Té tres naus separades per dues rengleres de columnes, unides entre si per arcs de mig punt i formant trams de volta d'aresta. Sols una de les actuals sis columnes és original, junt amb les adossades al mur de llevant. Una escala tapiada al mur de tramuntana és l'únic testimoni de l'antic accés. Als murs de la cripta on no hi ha columnes adossades, hi ha finestres de doble esqueixada, que foren afegides a l'última restauració.

## Història
La noticia més antiga que es conserva és del 27 de febrer del 923 arràn d'una venda de vinyes que es trobaven dins la finca de l'església. També per una venda de vinyes apareix documentada com a parròquia el 31 de maig de 942, funció que es confirma en la notícia que dona la restauració de la canònica de Vic el 957. En diverses visites de bisbes vigatans apareixen anomenats els diferents altars el 1358, el 1581 es mana refer la teulada. El 1589 es dona per primera vegada notícia de la cripta, notícia que detalla el 1666 el bisbe Antoni Pascual. El 1775 comencen les notícies d'una nova església. El bisbe Veyan manà aterrar la part antiga del cor i possiblement soterrar la cripta. El 1969, a partir de les descripcions, es va descobrir la cripta, que fou restaurada amb participació de la Diputació de Barcelona i recursos locals.